# Luton Town Football Club 2015-2016
Questa voce raccoglie le informazioni riguardanti il Luton Town Football Club nelle competizioni ufficiali della stagione 2015-2016.

## Rosa
| N. |                             | Ruolo | Calciatore           |
| -- | --------------------------- | ----- | -------------------- |
| 2  | Scozia (bandiera)           | D     | Stephen O'Donnell    |
| 3  | Inghilterra (bandiera)      | D     | Dan Potts            |
| 4  | Inghilterra (bandiera)      | C     | Jonathan Smith       |
| 5  | Irlanda (bandiera)          | D     | Glen Rea             |
| 6  | Scozia (bandiera)           | D     | Scott Cuthbert       |
| 7  | Galles (bandiera)           | C     | Alex Lawless         |
| 8  | Irlanda del Nord (bandiera) | C     | Cameron McGeehan     |
| 9  | Inghilterra (bandiera)      | A     | Paul Benson          |
| 10 | Inghilterra (bandiera)      | C     | Ryan Hall            |
| 11 | Inghilterra (bandiera)      | C     | Danny Green          |
| 12 | Inghilterra (bandiera)      | D     | Scott Griffiths      |
| 14 | Inghilterra (bandiera)      | A     | Jack Marriott        |
| 15 | Inghilterra (bandiera)      | C     | Paddy McCourt        |
| 16 | Inghilterra (bandiera)      | P     | Elliot Justham       |
| 17 | Inghilterra (bandiera)      | C     | Pelly Ruddock Mpanzu |

| N. |                             | Ruolo | Calciatore          |
| -- | --------------------------- | ----- | ------------------- |
| 18 | Inghilterra (bandiera)      | D     | Magnus Okuonghae    |
| 19 | Inghilterra (bandiera)      | C     | Olly Lee            |
| 22 | Scozia (bandiera)           | A     | Craig Mackail-Smith |
| 23 | Irlanda del Nord (bandiera) | A     | Josh McQuoid        |
| 24 | Inghilterra (bandiera)      | D     | Curtley Williams    |
| 25 | Irlanda (bandiera)          | D     | Mark O'Brien        |
| 26 | Inghilterra (bandiera)      | C     | Nathan Doyle        |
| 31 | Inghilterra (bandiera)      | P     | Craig King          |
| 32 | Inghilterra (bandiera)      | D     | Luke Trotman        |
| 33 | Inghilterra (bandiera)      | D     | Mark Oneymah        |
| 34 | Inghilterra (bandiera)      | C     | Isaac Galliford     |
| 35 | Inghilterra (bandiera)      | C     | Zane Banton         |
| 40 | Inghilterra (bandiera)      | D     | Jake Howells        |
| 44 | Irlanda (bandiera)          | D     | Alan Sheehan        |
| 45 | Inghilterra (bandiera)      | A     | Joe Pigott          |